# Jasenak
Jasenak – wieś w Chorwacji, w żupanii karlowackiej, w mieście Ogulin. W 2011 roku liczyła 226 mieszkańców.